# Турова, Наталия Яковлевна
Наталия Яковлевна Турова (19 июня 1935, Москва – 12 марта 2012, Москва) – советский и российский химик-неорганик, кандидат химических наук (1962), заслуженный научный сотрудник Московского университета (1999).

## Биография

### Детство и юность
Наталия Яковлевна Турова родилась в г. Москве в семье банковского служащего Якова Соломоновича Беленького и врача-стоматолога Евгении Бенедиктовны Туровой.
В дошкольные времена она ходила в немецкую группу для девочек. Там она выучила немецкий язык, приобрела друзей на всю жизнь.
Сестра матери, Мария Бенедиктовна Турова-Поляк, работавшая в то время на кафедре органической химии Химического факультета МГУ в лаборатории академика Н. Д. Зелинского, повлияла на выбор профессии Наталии Яковлевны. С детства тетя-химик была для нее примером для подражания.
Уже в школьные годы окружающие отмечали, что Наталия Яковлевна любит аккуратность и порядок, ее тетради не содержат помарок. Окончив школу с золотой медалью, поступила в 1952 году на Химический факультет МГУ. Она мечтала заниматься органической химией, однако М. Б. Турова-Поляк была против, не желая распространения слухов о покровительстве своей племянницы. Турова не пошла против воли своей тети и распределилась на кафедру неорганической химии. Она работала в группе А. В. Новоселовой.
В 1957 году окончила факультет с красным дипломом, защитив работу «Синтез и исследование некоторых свойств алкоголятов бериллия» под руководством чл.-корр. АН СССР проф. А. В. Новоселовой и к. х. н. К. Н. Семененко.

### Начало научной карьеры
После окончания Химического факультета, Наталия Яковлевна была распределена в ИОНХ АН СССР, где работала до 1967 года (сначала в должности старшего лаборанта, позже младшего научного сотрудника), затем была откомандирована на ХФ МГУ в лабораторию академика А. В. Новоселовой.
Работу в Институте Турова совмещала с работой над кандидатской диссертацией в родной научной группе на Химическом факультете. Работу «Синтез и физико-химическое исследование соединений галогенидов бериллия с простыми эфирами» она защитила под руководством А. В. Новоселовой и К. Н. Семененко в 1962 году.
В эти годы Наталия Яковлевна совершает свои первые туристические поездки, посетив в 1961 году Болгарию и Румынию, а в 1963 – Польшу и Чехословакию.
В 1969 году была избрана на должность старшего научного сотрудника кафедры. Начатые под руководством А. В. Новоселовой разработки по химии алкоголятов оказались крайне востребованы с точки зрения прикладной науки, и Наталия Яковлевна продолжила активно искать подходы к методам синтеза и изучению свойств этих соединений. Ее профессионализм как специалиста и врожденные лидерские качества позволили ей возглавить собственную группу.
В 1999 году руководство МГУ присвоило Н. Я. Туровой почетное звание «Заслуженный научный сотрудник Московского университета».

### Поздние годы
Еще одна сестра матери Наталии Яковлевны, Сара Бенедиктовна, построила дачу в Щелыково Костромской области, которую затем завещала своей племяннице. Турова очень любила это место и проводила там каждое лето.
До выхода на пенсию Наталия Яковлевна продолжала активную работу на факультете, руководила научной группой, занималась образовательной и организационно-общественной деятельностью. После ухода с Химфака Турова планировала продолжать заниматься научной работой, в первую очередь оформлять экспериментальный материал, который был еще не опубликован. Однако через некоторое время она повредила тазобедренный сустав. Ей пришлось сделать операцию, и прожив с племянницей целое лето за городом, она практически восстановилась и собиралась ехать на следующий теплый сезон к себе на дачу в Щелыково. Но незадолго до планируемого отъезда Наталия Яковлевна трагически погибла в результате бытового пожара в своей московской квартире.

## Научные исследования
Главным направлением научной работы Н. Я. Туровой были синтез и исследование алкоголятов металлов M(OR)n – предшественников оксидов и сложных оксидов особой чистоты. Алкоголяты металлов чрезвычайно чувствительны даже к следам воды, поэтому необходимы особые условия работы с ними: абсолютные растворители и сухая атмосфера. Многие алкоголяты металлов существуют в виде олигомеров, оксоалкоксокомплексов, полимеров и т. д. Для них свойствен т. н. координационный полимеризм – явление, которое впервые показала для этого класса соединений Н. Я. Турова. Среди наиболее востребованных с прикладной точки зрения алкоголятов можно считать их би- и гетерометаллические производные. Для исследования их растворимости в различных органических растворителях и прогнозирования возможных составов комплексов Наталия Яковлевна использовала метод фазовых диаграмм двух- и трехкомпонентных систем. Наталия Яковлевна провела систематическое изучение алкоголятов металлов с I по VIII группы периодической системы Менделеева. Она получила и охарактеризовала более 500 новых соединений этого класса.
Совместно с сотрудниками ИНЭОС АН СССР был разработан электрохимический метод получения алкоголятов металлов, в частности титана и циркония – непрерывный и безотходный процесс. Через Научно-исследовательский физико-химический институт им. Л. Я. Карпова (бывший в то время был головным НИИ химической промышленности) к разработке этого метода производства алкоголятов в промышленности был подключен Электрохимический отдел Всесоюзного научного и проектного института мономеров (ВНИПИМ) в Туле. Возможность масштабного синтеза бутилата титана открывала пути промышленного его использования для производства высокочистого тонкодисперсного порошка титаната бария. Была создана укрупненная лабораторная установка по производству алкоголятов титана и бария. Были получены перспективные результаты и принято решение о создании во ВНИПИМ’е опытно-промышленной установки. Работа по созданию такой установки велась совместно с Пензенским заводом химического машиностроения. Был создан макет установки. В середине 90-х годов все разработки в области новых конденсаторов были остановлены, за неимением заказчика дальнейшее продолжение работы по созданию опытно-промышленной установки было нецелесообразным, а ВНИПИМ прекратил своё существование.
Кроме упомянутого выше применения алкоголятов в качестве прекурсоров для получения оксидных материалов, некоторые соединения использовались в качестве катализаторов реакций полимеризации и поликонденсации. Эти работы велись совместно с рядом институтов АН СССР и Министерством химической промышленности.
Н. Я. Турова придавала большое значение структурной химии, считала, что современная неорганическая химия без изучения структуры соединений невозможна. Поэтому по ее инициативе было налажено тесное сотрудничество с лабораторией рентгеноструктурного анализа ИНЭОС’а и ее руководителем Ю. Т. Стручковым. За годы совместной работы было расшифровано более тридцати кристаллических структур различных алкоголятов металлов.
До середины 80-х с зарубежными учеными группа почти не сотрудничала, однако Наталия Яковлевна, по воспоминаниям аспирантов, читая статьи международных журналов, всегда могла пояснить, к какой школе принадлежат авторы, где они работали ранее, чем интересна та или иная лаборатория. Это обстоятельство указывало на ее большую химическую эрудицию и осведомленность в своей научной области. Из зарубежных ученых с конца 70-х, начала 80-х годов регулярным гостем Наталии Яковлевны бывал один из международных лидеров химии алкоголятов металлов, профессор университета в Джайпуре (штат Раджастан), и одновременно председатель общества дружбы Индия-СССР, Рам Чаран Мехротра .
Научные публикации Наталии Яковлевны были уже тогда хорошо известны за рубежом. Основатель современной химии алкоголятов металлов Дон Брэдли из Лондонского Университета (колледж королевы Марии), рассказывал, что он просматривал все выпуски перевода Журнала Неорганической Химии на английский язык, чтобы их не пропустить.
Позже ее группа начала сотрудничать с иностранными коллегами. Наиболее активное сотрудничество сложилось с двумя французскими лабораториями (под руководством Клемана Санчеса из Университета Пьера и Мари Кюри в Париже и Лилиан Хуберт-Пфальцграф из Университета Ниццы), а также с лабораториями Кена Колтона из Университета Блумингтона в штате Индиана США и Джеймса Скотта из Университета Колорадо в США . Профессор Скотт - один из пионеров в области изучения сегнетоэлектрической памяти и устройств на основе этого явления. В начале 90-х годов эти устройства только начинали использоваться, и остро стояла задача технологии создания таких материалов. Золь-гель метод для их получения из алкоголятов применялся не только в лаборатории, но и в компании «Symetrics», сооснователем которой был Дж. Скотт.
Н. Я. Турову периодически звали в качестве приглашенного докладчика на международные конференции, однако сама она ездить на них не любила и отправляла вместо себя своих сотрудников и аспирантов представлять труды коллектива. Примерно раз в год проводилась конференция по золь-гель методу, и ее оргкомитет неоднократно предлагал провести конференцию в Москве. Однако после перестройки эта инициатива угасла.
После распада СССР Турова руководила различными проектами и хоздоговорами, в т. ч. международными.
В конце 90-х годов в сотрудничестве со своими бывшими учениками, Евгенией Павловной Туревской, Вадимом Кесслером и Марией Ильиничной Яновской, она подготовила фундаментальный труд по химии алкоголятов - The Chemistry of Metal Alkoxides, вышедший в издательстве Springer в 2002 году и ставший международным бестселлером. Он процитирован в научной литературе около 600 раз.
За время работы на Химическом факультете под руководством Н. Я. Туровой было защищено десять кандидатских диссертаций, выполнено более 20 дипломных работ, множество курсовых работ.
За научную карьеру опубликовала около 300 научных статей, имела более 25 авторских свидетельств и патентов. Многие ее работы были опубликованы в ведущих советских и зарубежных журналах, в числе которых Журнал неорганической химии, Координационная химия, Успехи химии, Polyhedron, Journal of Sol-Gel Science and Technology.

## Педагогическая деятельность
Наталия Яковлевна занимала научную должность старшего научного сотрудника и сделала многое как педагог на своей кафедре. В 1970 и 1973 годах вела занятия вводного курса неорганической химии в практикуме у студентов-первокурсников. По воспоминаниям ее учеников, она была очень квалифицированным и внимательным преподавателем, никогда не жалела времени на студентов, старалась сформировать у каждого стройную картину. Принимала участие в составление «малого» практикума по неорганической химии, в состав которого входят синтетические задачи повышенной сложности. В 1970-е годы была председателем оргкомитета Московской студенческой олимпиады по неорганической химии.
С начала 80-х годов Наталия Яковлевна участвовала в преподавании старшим студентам кафедры. Так, ею был подготовлен новый спецкурс «Алкоголяты и алкоксокомплексы» для студентов 5 курса, три новые задачи и теоретические задания спецпрактикума для студентов 4 курса – по растворимости в системах с расслаиванием и высаливанием, а также лекции в рамках курса «Методы направленного неорганического синтеза». Кроме того, Турова читала некоторые факультативные лекции в рамках общего курса по неорганической химии. С 1969 года, Наталия Яковлевна долгое время руководила научным студенческим кружком, который позднее стал научным аспирантским семинаром кафедры. На нем студенты и аспиранты делали небольшие обзорные доклады, посвященные актуальным проблемам неорганической химии.
Позднее Турова также читала лекции для школьников и московских учителей, уделяя особое внимание победителям химических олимпиад.
Но самым известным результатом ее педагогической деятельности стало оригинальное пособие «Справочные таблицы по неорганической химии», изданное сначала на кафедре в 1971 году, а в 1977 году напечатанное издательством «Химия». Позже пособие неоднократно переиздавалось и дорабатывалось, также было издано в Японии, а в 2011 году издательством «Springer». В «Таблицах» показана взаимосвязь между соединениями различных классов и логика неорганической химии в целом, Горизонтальное движение по листу означало переход к соединениям элемента в присущих ему степенях окисления в порядке их увеличения. По вертикали происходило усложнение образуемых соединений: простые вещества > оксиды > гидроксиды > бинарные соединения > соли неорганических кислот > комплексные соединения.
Одна из аспиранток Наталии Яковлевны рассказала следующую историю создания этих таблиц:

 «На лето она уезжала в Щелыково, прихватывая с собой стопку Реферативного журнала, который издавался ВИНИТИ за прошедший год. Летом она вырезала рефераты, относящиеся к синтезу и свойствам новых неорганических соединений, а остальным топила печь. Потом она пыталась как-то систематизировать извлеченные знания и клеила на большие листы ватмана, в строгой последовательности. Иногда эти листы она привозила на кафедру для демонстрации студентам, которые в своем кругу называли их «простынями». Клеила Наталия Яковлевна свои находки на ватман резиновым клеем, который со временем рассохся. Когда Наталия Яковлевна увидела, что ее колоссальный труд (а топила она печь десяток лет подряд) может пропасть, она взяла свои полотна и обратилась в издательство с просьбой все это опубликовать. Так и появилось первое издание знаменитых и по сей день «таблиц Туровой». Со временем это пособие получило известность, дополнялось и переиздавалось по просьбе кафедры, для чего Наталия Яковлевна просиживала с ножницами у печи в Костромской области еще не одно лето. Но в какой-то момент подписка на Реферативный журнал стала очень дорогой. С тех пор печь на даче топилась уже только дровами». 

## Основные труды
- «Справочные таблицы по неорганической химии» (1977 г., изд. «Химия», Ленинградское отделение), также издание в Японии (1981г., изд. "Кадан-ся") и многочисленные переиздания на русском языке.
- Обзор «Алкоголяты металлов – предшественники сегнетоэлектрических материалов» объемом 100 страниц для монографии «Integrated Ferroelectric» (под ред. Дж. Ф. Скотта)[2].
- Обзор «Оксоалкоксиды металлов. Синтез, свойства, структура». Успехи химии, 2004, 73 (11), 1131–1154.
- Turova N.Y., Turevskaya E. P., Kessler V. G., Yanovskaya M. I. The Chemistry of Metal Alkoxides / Turova N.Y.- Kluwer AP, Dordrecht, 2002.- 568 p.
- Яновская М. И., Туревская Е. П., Турова Н. Я. и др. О получении сегнетоэлектрических пленок титаната бария из растворов алкоголятов металлов // Неорганические материалы. 1981, Т. 17, №2, с. 307-311.
- M. I. Yanovskaya, E. P. Turevskaya, V. G. Kessler, I. E. Obvintseva, N. Ya. Turova Application of metal alkoxides in the synthesis of oxides // Integr. Ferroel. 1992, V.1 p. 343-352.

## Общественная деятельность
Долгое время являлась членом научного библиотечного Совета Химического факультета, представляя на нем свою кафедру. В различные периоды работы в науке занимала ряд других должностей: входила в состав факультетской комиссии по распределению спирта, комиссии по ядохимикатам, была членом профбюро кафедры, представителем кафедры в факультетском бюро общества «Знание», членом координационного совета факультета по проблеме «Физико-химия и технология материалов электронной техники», секции Научно-координационного Совета Минхимпрома СССР по поисковым исследованиям, редакционного совета по неорганической химии издательства «Советская энциклопедия».

## Семья
Наталия Яковлевна выросла в большом кругу взрослых чрезвычайно образованных и очень ее любящих людей. В ближний круг родственников входили мама (Евгения Бенедиктовна Турова) и папа (Яков Соломонович Беленький), а также сестры мамы и их мужья. Они водили ее в музеи, театры, беседовали с ней, хотели отдать ей все, что знали, научить тому, что умели.
Тетя Туровой, Сара Бенедиктовна с мужем Абрамом Яковлевичем проводили лето в Костромской области в мемориальном заповеднике-усадьбе А.Н. Островского Щелыково.  Абрам Яковлевич был высококлассным врачом, и каждое лето на отдыхе он лечил и спасал жителей заповедника А. Н. Островского и совхоза им. А. Н. Островского. В благодарность за это в 1950-х годах, ему выделили землю для постройки домика. Эта дача стала очень важным и любимым местом Наталии Яковлевны.
Другая тетя, Мария Бенедиктовна Турова-Поляк, как отмечалось выше, была крупным ученым-химиком (профессор, д. х. н.), ученицей и соратницей академика Н. Д. Зелинского. Она была другом своей племянницы, примером жизни в науке, учителем.
Наталия Яковлевна очень любила своего сводного брата Марка Яковлевича Дара. Он был талантливым геологом, первооткрывателем месторождений урана, доктором геолого-минералогических наук. Во многом они были очень похожи.
Племянница Н. Я. Туровой вспоминает:

«При встрече они непрерывно что-то рассказывали, спорили и слушали друг друга. Говорили про науку, искусство, политику. У обоих была потрясающая память и неуемный интерес ко всему. Перебивая друг друга, читали стихи Гейне на немецком языке и, когда все, удивляясь, спрашивали, откуда все это, они оба говорили, что просто их так учили в школе.
Замужем Наталия Яковлевна не была, но ее дом всегда был родовым гнездом, притягивающим любящих ее людей. В ее доме было весело, интересно, многолюдно и по-домашнему надежно».

## Личные качества, увлечения
Работавшие с Наталией Яковлевной Туровой студенты и сотрудники Химического факультета МГУ вспоминают, что наука была для нее источником вдохновения, источником радости, ей было очень интересно работать и всех вокруг она была способна тоже заразить этой радостью от познаваемого.
Благодаря своему широкому кругозору, энциклопедическим знаниям в области химии, увлечённости, прекрасным организаторским навыкам, Наталия Яковлевна стала основоположником направления, лидером большой группы химиков. Обустройство лаборатории, планирование экспериментов всегда находилось под ее неусыпным вниманием. Наталия Яковлевна вникала в мельчайшие детали экспериментов.
Она была очень внимательна к своим подчиненным, обсуждала с ними проблемы, поставленные задачи, прислушивалась к их мнению, следила за их уровнем химического образования. Часто приглашала коллег к себе домой, обсуждать работу в спокойной обстановке и просто гостями на праздники. От студентов и аспирантов требовала аккуратности и тщательности в проведении экспериментов, в интерпретации и осмыслении результатов. Она сама всегда доходила до самой сути вопроса, не успокаивалась, пока в полученном результате не оставалось сомнительных моментов. К результатам своей научной работы она также относилась очень внимательно.
По воспоминаниям современников, в ее комнате стоял всегда идеальный порядок, за все время работы группы, несмотря на большое количество неустойчивых объектов работы, не произошло ни одного несчастного случая.
Наталия Яковлевна была очень мягким, воспитанным человеком, всегда стояла за правду, часто заступалась за слабых и притесняемых. В ее комнате на факультете всегда чувствовалась уютная, дружеская обстановка, проводились чаепития.
Кроме своей научной работы, Турова интересовалась и многими другими областями знания, и всегда была счастлива ими делиться. В ее голове была стройная картина развития мира. Каждый писатель, композитор, художник или общественный деятель занимали свое место.
Родственники Наталии Яковлевны вспоминают:

«Умение дружить было одним из ее талантов.  Кроме детских друзей, были университетские друзья, она дружила с родственниками (очень дружила с двумя троюродными сестрами, одна была архитектор, другая искусствовед, и их семьями), как и во всем остальном, она и в дружбе была очень надежным человеком. Отдельная история — это ее дружба с учениками. Она воспитывала их как специалистов с первых университетских дней, они становились почти членами ее семьи, все их беды и радости были в полном смысле ее бедами и радостями.

Очень любила природу, тишину. Любила сажать цветы, топить печку, умела моментально устроить уют и испечь пирог. Много работала на даче, там ей было так же удобно, как в дома в Москве и в Университете. Отдых ее всегда состоял из запланированных дел. Много читала, очень любила всевозможные определители – грибов, растений, птиц, звезд. Гуляя с ней, мы привыкли всегда что-то определять, и это было интересно и весело. С ней было вообще весело. Очень смешно рассказывала разные истории. Наталия Яковлевна любила путешествовать, мы с ней ездили по старинным городам России, она много знала, но перед поездкой все равно еще чего-то читала и рассказывала нам. После поездок приглашала близких, вкусно кормила и рассказывала о путешествии».